# Ciudad-convento de Sanlúcar de Barrameda
En la localidad española de Sanlúcar de Barrameda, al ser durante gran parte de la Edad Moderna uno de los lugares naturales de espera de los misioneros que iban al Nuevo Mundo y gracias al patronato de la Casa de Medina Sidonia, se establecieron muchas órdenes religiosas, llegando a ser una auténtica ciudad sacralizada, a la manera de la burgalesa villa ducal de Lerma. Muestra de ello son los conventos de San Jerónimo en el lugar de Barrameda, San Francisco de la Observancia, Monjas Dominicas de la Madre de Dios, Santo Domingo de Guzmán, Colegio Inglés de San Jorge, Monjas clarisas de Regina Celi, Agustinos, de Mínimos de San Francisco de Paula o La Victoria, Hospitalarios de San Juan de Dios, Santuario de Nuestra Señora de la Caridad, La Merced, Padres de la Compañía de Jesús, Clérigos de Sancti Spiritu con los niños expósitos, Religiosos Capuchinos, San Diego o Descalzos de San Francisco, Carmelitas Calzados, Carmelitas Descalzos-Iglesia de Nuestra Señora del Carmen, Monjas Carmelitas Descalzas y la Casa de los Pobres Desamparados o Santa Caridad. 
Asimismo existían numerosas ermitas extramuros como la de San Antonio Abad (1396), Nuestra Señora de Bonanza, San Sebastián, Santa Brígida, San Blas, San Juan de Letrán y San Miguel Arcángel, San Roque, Nuestra Señora de Guía, Nuestra Señora de las Cuevas, Capilla de San Diego de Alcalá y Humilladero de Nuestra Señora de Consolación. 
Hasta principios del siglo XX, sólo existía en Sanlúcar la Iglesia Mayor Parroquial de Ntra. Sra. de la O, con la ayuda de la Iglesia de la Santísima Trinidad (ayuda de parroquia desde 1628), y la Iglesia de San Nicolás de Bari (ayuda de parroquia desde 1678). La presencia de tantos conventos, iglesias y ermitas, junto a la bullente actividad comercial y al ingente tráfico de personas y mercancías provenientes de numerosos países, debió crear en la ciudad un pintoresco efecto de contraste, muy similar al que producía Sevilla.